# Casa de les Punxes (Valls)
La Casa de les Punxes és un edifici del municipi de Valls (Alt Camp) protegit com a bé cultural d'interès local.

## Descripció
Es tracta d'un conjunt aïllat format per un edifici per habitatge i fàbrica. La casa és de planta baixa i tres pisos. La seva estructura és irregular. El cos central presenta totes les portes de la planta baixa modificades. En el primer pis hi ha tres balcons amb portes resseguides per motllures amb ornamentació floral modernista. A l'esquerra, i fent cantonada, hi ha un cos sobresortint de planta quadrada, que presenta una petita terrassa a l'altura del primer pis. A la banda dreta s'aixeca una torre de base circular d'inspiració medieval amb coberta cònica de ceràmica verda. El material de la construcció és maó arrebossat i pintat, amb petits detalls decoratius de ceràmica i maó.

## Història
L'edifici i fàbrica annexa pertanyien en el seu origen a l'empresa Galimany de productes insecticides. Actualment la propietat ha passat a mans d'una companyia belga, i s'hi fabriquen refractaris per al mercat internacional. A la casa funcionen les oficines de la fàbrica.